# ケルン電子音楽スタジオ
ケルン電子音楽スタジオ (ケルンでんしおんがくスタジオ、独: Studio für Elektronische Musik in Köln)は、西ドイツ放送の局内に1951年に設立され、2000年に閉鎖された世界初の電子音楽スタジオである。

## 概要
ケルン電子音楽スタジオは、1951年に西ドイツ放送の所長に就任したヘルベルト・アイメルトと物理学者のヴェルナー・マイヤー＝エプラー、音響技師のロベルト・バイヤーが中心となって設立された。
1953年にはカールハインツ・シュトックハウゼンが招聘された。シュトックハウゼンは「少年の歌」などを通じて、当時ヨーロッパで対立していた電子音楽とミュジーク・コンクレートとの融和を達成した。

## 影響
世界初の電子音楽スタジオの誕生は、黛敏郎や諸井誠などを通じて日本へと紹介され、1953年にはNHK電子音楽スタジオが設立された。